# Site Branding
Unter Site Branding versteht man die Gestaltung oder das Verändern des Erscheinungsbildes einer Website dahingehend, dass diese eindeutig einem Produkt oder einer Firma zugeordnet werden kann.
Der User soll somit automatisch und unausweichlich an diese erinnert werden. Im Offlinebereich entspricht dieses dem Konzept des Corporate Design, solange es sich bei der gestalteten Seite um die der eigenen Unternehmung handelt. Eine Besonderheit des Site Brandings ist, dass es möglich ist eine fremde Website für diese Form der Internetwerbung zu nutzen. Analog der Bannerwerbung können fremde Websites ihre Flächen auch für Site Branding zur Verfügung stellen.